# Rio Bomba
O rio Bomba é um curso d'água brasileiro que nasce no Morro do Castro e deságua na Baía de Guanabara, no estado do Rio de Janeiro. Apresenta 3,5 km de extensão e banha uma área de aproximadamente 26,2 km². Atualmente serve como um dos limites entre os municípios de São Gonçalo e Niterói.
Palco de grande poluição em seu leito, no livro Baía da Guanabara: uma história de agressão ambiental há a seguinte referência sobre o Bombas:
Na costa leste da baía, pequenos rios tornam-se verdadeiras valas de esgoto a céu aberto, com grande volume de detritos em seu leito e margens. É o caso do Bomba, Brandoa, Marimbono, Porto da Pedra e Marambaia. (...)
Antigamente denominado «rio Barreto», teve parte de seu curso desviada em razão dos movimentos urbanos.